# Northvolt Six
Northvolt Six est un projet de giga usine intégrée de batteries lithium-ion situé dans les municipalités de Saint-Basile-le-Grand et McMasterville, au Québec. Sa capacité annuelle de production de cellules serait de 60 GWh et elle pourrait employer plus de 3 000 personnes. Sa construction devrait débuter en 2024. La première cellule serait livrée en 2026 et la production augmenterait graduellement jusqu’en 2028.

## Historique

### Choix et acquisition du terrain
La Californie était une autre région envisagée par Northvolt pour la construction de sa sixième usine, la première en Amérique du Nord. L'important financement public et un « emplacement idéal dans la chaîne de valeur de l'industrie automobile nord-américaine » font pencher le choix de Northvolt en faveur du Québec. L'hydroélectricité propre produite par Hydro-Québec et à faible coût constitue un autre argument.
L'emplacement choisi est un terrain vague d'une superficie de 172 hectares (18 500 000 pieds carrés) situé en bordure de la rivière Richelieu, partagé entre les municipalités de Saint-Basile-le-Grand et McMasterville, en Montérégie. Le site est avantagé par sa proximité avec Montréal et des réseaux de transport : route 116, autoroutes 20 et 30 et chemin de fer (ligne 13 d'Exo).
Northvolt devient propriétaire du terrain le 23 octobre 2023. Elle en fait l'acquisition pour la somme de 240 millions $, grâce à un prêt du gouvernement du Québec, de la firme d'investissement Gestion immobilière GAP,,. Les actionnaires de cette firme d'investissement sont Alice Minying Wu, Serge Gariépy et Luc Poirier. En seulement huit ans, ils ont multiplié la valeur du terrain par 12, passant de 20 millions en 2015 à 240 millions en 2023. Malgré une évaluation initiale à 85 millions en 2020, Luc Poirier a profité des circonstances et de ses relations avec le gouvernement pour négocier agressivement, ignorant les préoccupations environnementales liées aux milieux humides . Cette vente met en lumière un manque de transparence et de rigueur de la part de Northvolt et du  gouvernement du Québec . La firme d'investissement comptaient initialement y construire 5 000 logements. Luc Poirier mentionne qu'il s'agit du « nouveau record de l'histoire du Québec pour la plus grosse vente de terrain ».

### Financement
Northvolt Six représente le « plus important investissement privé de l’histoire du Québec » au moment de son dévoilement.
Le 28 septembre 2023, le projet et son montage financier sont officiellement dévoilés au public en présence du premier ministre québécois François Legault et canadien Justin Trudeau. Le gouvernement du Québec et du Canada annoncent à cette occasion un investissement massif de 7,3 milliards concernant uniquement une première phase de l'usine.
|                        | Prêt      | Subvention | Actions   | Total    |
| ---------------------- | --------- | ---------- | --------- | -------- |
| Gouvernement du Québec | 376 M $   | 436 M $    | 567 M $   | 1,37 G $ |
| Gouvernement du Canada | (900 M $) | 400 M $    | (900 M $) | 1,34 G $ |
| Total                  |           | 836 M $    |           | 2,74 G $ |

|                        | Subvention |
| ---------------------- | ---------- |
| Gouvernement du Québec | 1,5 G $    |
| Gouvernement du Canada | 3,1 G $    |
| Total                  | 4,6 G $    |

En novembre 2023, la Caisse de dépôt et placement du Québec investit 200 M $ en dette convertible dans Northvolt.

### Construction
La construction de la première phase (30 GWh) devrait s'échelonner jusqu'en 2028 avec un début de production en 2026. Northvolt obtient les permis nécessaires pour commencer les travaux préparatoires le 9 janvier 2024. Après un court arrêt en réaction à une demande d'injonction du Centre québécois du droit de l’environnement, les travaux reprennent le 26 janvier.

### Retard
En juillet 2024, Northvolt annonce ralentir son plan de développement international pour se concentrer sur son usine dans le nord de la Suède. Le mois suivant, le ministre de l’Économie, Pierre Fitzgibbon, révèle en entrevue avec La Presse que l’usine Northvolt Six pourrait avoir un retard de 12 à 18 mois. Ce retard s'expliquerait à la fois par un délai plus long que prévu pour obtenir les autorisations gouvernementales nécessaires pour mener à bien le projet et par un ralentissement mondial de l’industrie des véhicules électriques, frappée par une demande plus faible que prévu.
Le 8 octobre 2024, Thomas Gerbet, journaliste chez Radio-Canada, annonce sur son compte LinkedIn, après avoir fait une demande officielle d'accès à l'information , que « J'ai demandé au ministère de l'Économie du Québec ses analyses de risque et analyses coûts-bénéfices préalables à l'investissement dans Northvolt et la filière batterie. On me répond que «le ministère détient des documents», mais «ceux-ci ne sont pas accessibles», car, en vertu de la loi, «nous ne divulguerons pas de documents qui contiennent, en substance, des informations ayant des incidences sur l’économie et les décisions administratives ainsi que des documents au stade d’ébauche, des brouillons, des notes préparatoires ou autres documents de même nature» » .

## Enjeux environnementaux

### Décontamination
En 1878, les terres agricoles qui composent jadis le site sont achetées par la Hamilton Powder Company (HPC) pour y construire une usine d'explosifs. L'usine sera détenue par Canadian Explosives Limited (CXL) à partir de 1910 puis Canadian Industries Limited (en) à partir de 1928. Des engrais chimiques sont également produits durant le XXe siècle. Les activités cessent en février 1999. Ces activités industrielles ont fortement contaminé le site. Des travaux de réhabilitation sont réalisés jusqu'en 2015. Une petite portion de 33 000 m3 reste à décontaminer.
En décembre 2024, Le Devoir révèle que des analyses d'échantillons d’eau et de sédiments provenant du site de Northvolt commandées par le Comité action citoyenne – Projet Northvolt, la Société pour vaincre la pollution et la Société pour la nature et les parcs suggèrent que le site de Northvolt aurait laissé fuir des contaminants industriels dans la rivière Richelieu. Les trois organismes affirment s'inquiéter de la « présence de concentrations élevées de certains hydrocarbures aromatiques polycycliques (HAP) qui dépassent jusqu’à huit fois le critère sédimentaire pour la protection du milieu aquatique ». En réaction, Northvolt rétorque par communiqué que « l’échantillonnage a été réalisé en dehors du site de Northvolt et de la zone des travaux » et qu’il est donc « impossible d’affirmer que les résultats sont directement liés aux activités de Northvolt »,. L'entreprise ajoute que « Depuis le début des travaux, Northvolt a analysé 27 échantillons d’eau s’écoulant hors de son site pour les HAP. Aucun de ces échantillons ne dépasse le critère de rejet à la rivière Richelieu », et conclut que les analyses « comportent des incertitudes méthodologiques et ne permettent pas de relier de façon claire les résultats aux activités de Northvolt. En comparaison, les analyses régulières effectuées par Northvolt montrent que nos installations ne présentent pas d’enjeu de fuite de contaminants vers la rivière Richelieu. De plus, notre système de confinement et de traitement des eaux, déjà en place, va au-delà des exigences normales pour les chantiers de construction »,. De son côté, le bureau du ministre de l’Environnement, Benoit Charette, réagit en affirmant que « Dans la deuxième attestation de Northvolt, ceux-ci doivent respecter plusieurs mesures afin de s’assurer que les sols ne contaminent pas les eaux souterraines ni la rivière Richelieu. Le ministère a fait plusieurs inspections, dont une récemment, le 6 novembre, où les résultats sont en analyse. Nous allons poursuivre les inspections autant de fois que ce sera nécessaire et nous n’hésiterons pas à intervenir si des manquements sont constatés »

### Milieux humides
Un rapport a recensé sur le site un total de 74 milieux humides, dont 8 étangs, 19 marais, 28 marécages arborescents et 19 marécages arbustifs qui seront détruits pour faire place à l'usine. 8 730 arbres vivants et 5 365 arbres morts doivent également être retirés du site. En compensation, Northvolt s'engage à replanter 24 000 arbres et à verser 4,75 millions $ au Fonds de protection de l’environnement et du domaine hydrique de l'État.

### Exemption du BAPE
En septembre 2023, Radio-Canada révèle que Northvolt Six pourrait échapper à un examen du Bureau d'audiences publiques sur l’environnement(BAPE) grâce à des changements dans la règlementation. En effet, le seuil de fabrication de cathodes rendant obligatoire un examen du BAPE était passé de 50 000 à 60 000 tonnes, alors que Northvolt Six en produirait 56 000. De plus, un projet de règlement visant à forcer un examen du BAPE pour tout projet d'assemblage de batterie d'une capacité de 30 gigawattheures (GWh) ou plus, ce qui correspond précisément à la capacité de la première phase de Northvolt Six, avait été abandonné. Québec solidaire dénonce ces changements, accusant le gouvernement d'avoir modifié le règlement « sur mesure » pour Northvolt. À la suite de l'annonce du projet, le premier ministre François Legault confirme qu'un examen du BAPE « ne s'applique pas ».
En novembre 2023, Radio-Canada révèle que seule la partie du projet impliquant le recyclage de matériaux de batteries, qui excèderait le seuil de 50 000 tonnes de produits chimiques par année, sera soumise à un examen du BAPE.
En mars 2024, après l'avoir nié pendant des mois, Québec admet avoir changé les règles spécifiquement pour permettre à Northvolt Six d'éviter un examen du BAPE. Le gouvernement se justifie en prétextant un échéancier trop serré pour permettre un tel examen.
En octobre 2024, des courriels et clavardages déposés en preuve dans le cadre d'une poursuite du Centre québécois du droit de l’environnement montrent que des employés et des gestionnaires du ministère de l’Environnement impliqués dans l’analyse du projet se plaignaient de subir des pressions politiques pour éviter un examen du BAPE.
En décembre 2024, Radio-Canada révèle que le ministère de l'Environnement du Québec, Benoit Charette, prévoit d’effacer systématiquement les messages échangés sur la plateforme Teams par ses fonctionnaires, à partir du 15 janvier 2025, avec un nettoyage mensuel. Centre québécois du droit de l’environnement (CQDE) dénonce cette mesure comme une « opération massive de déchiquetage numérique », soulignant que ces messages constituent une source d’information cruciale, notamment dans le cadre de dossiers judiciaires. Bien que le ministère justifie cette décision par des considérations de gestion des données éphémères et de stockage, le CQDE s’inquiète de la perte potentielle d’informations pertinentes pour la transparence et l’imputabilité des décisions publiques. Cette annonce renforce les soupçons d’une tentative d’effacer des traces de pressions politiques liées à Northvolt, aggravant les critiques déjà nombreuses à l’égard du ministère.

### Rejet de contaminants
En août 2024, Northvolt confirme à Radio-Canada qu'il est prévu que Northvolt Six rejette divers contaminants dans l'atmosphère et dans la rivière Richelieu, notamment du nickel, du cobalt, du lithium et de l'ammonium. Cette révélation suscite l'inquiétude de plusieurs experts, d'autant plus qu'il n'existe alors pas de norme de rejet pour certains de ces contaminants dans la loi québécoise. En réaction, le ministère de l'Environnement se veut rassurant, et promet d'établir une norme pour les contaminants non-inclus dans la réglementation. De son côté, Northvolt assure « adapt[er] la conception de l'usine afin de respecter les normes environnementales en vigueur au Québec ».

### Recyclage des batteries
Le Bureau d'audiences publiques sur l'environnement examinera les impacts environnementaux du processus de recyclage des matériaux de batteries effectué sur le site de Northvolt Six. Selon l'avis de projet déposé au ministère de l'Environnement, Northvolt anticipe de nombreux impacts environnementaux potentiels de l'usine de recyclage des batteries, soit :
- une modification de la qualité de l'air
- une émissions de gaz à effet de serre
- une augmentation du bruit ambiant
- une dégradation de la qualité de l'eau de surface de la rivière Richelieu
- une détérioration de la qualité des sols
- des émissions atmosphériques et des odeurs liées au chargement et déchargement
- un empiètement sur des milieux humides
- une perturbation et une perte de végétation
- une perturbation et un impact sur la faune(poissons, tortues et oiseaux), et leurs habitats ainsi qu'un dérangement de la faune durant la phase d'exploitation.

Le document liste également un accroissement du trafic routier, des implications concernant l'utilisation et l'occupation du territoire par les Premières Nations, des impacts sur la santé issus de la dégradation de l’environnement, des préoccupations concernant la sécurité publique et les besoins en main-d'œuvre et les pressions sur le parc immobilier et les services publics comme impacts négatifs potentiels de l'usine de recyclage des batteries.